# Andrena ziziae
Andrena ziziae är en biart som beskrevs av Robertson 1891. Andrena ziziae ingår i släktet sandbin, och familjen grävbin. Inga underarter finns listade i Catalogue of Life.

## Bildgalleri

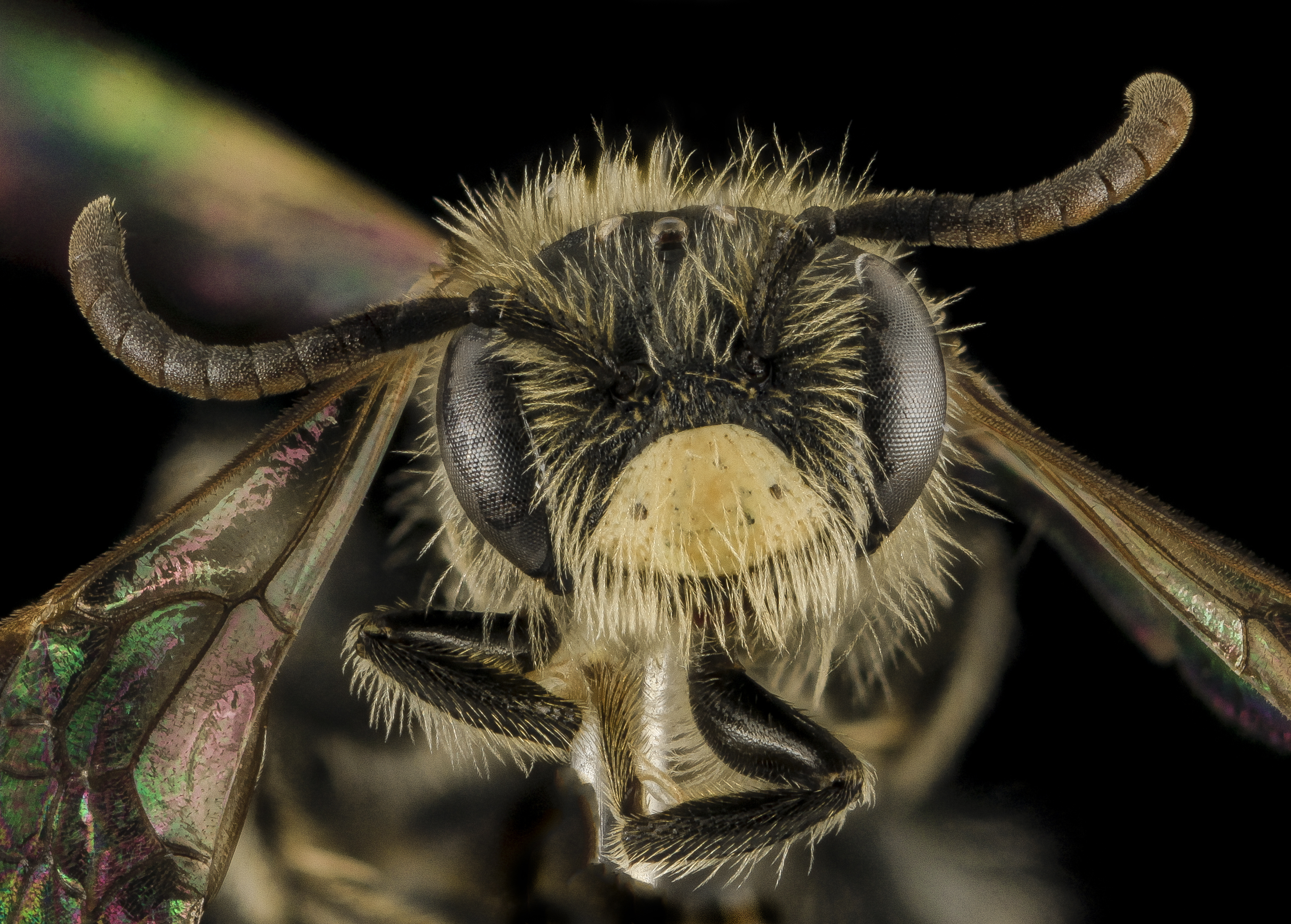